# نیروی هوایی نخست
نیروی هوایی نخست (انگلیسی: First Air Force) یک نیروی هوایی شماره‌دار فرماندهی نبرد هوایی در نیروی هوایی ایالات متحده آمریکا است، که ستاد فرماندهی آن در پایگاه نیروی هوایی تیندال، فلوریدا مستقر می‌باشد. مأموریت اصلی نیروی هوایی نخست، پدافند هوایی در سرزمین اصلی ایالات متحده آمریکا، جزایر ویرجین و پورتوریکو است. این نیرو از ماه مه ۲۰۲۲، همچنین خدمات نیروی هوایی را به فرماندهی فضایی ایالات متحده آمریکا و پشتیبانی برای پرواز فضایی ناسا را نیز فراهم می‌کند.
نیروی هوایی نخست یکی از چهار نیروی هوایی شماره‌دار اولیه بود که در سال‌های نخست جنگ جهانی دوم تشکیل شد. این نیرو در تاریخ ۱۸ دسامبر ۱۹۴۰ فعالیت خود را به‌عنوان منطقه هوایی شمال شرق در پایگاه نیروی هوایی میچل، لانگ آیلند، نیویورک، با مأموریت دفاع هوایی شمال شرقی ایالات متحده آغاز کرد و مأموریت اصلی آن سازماندهی و آموزش واحدهای رزمی جدید قبل از استقرار در خارج از کشور بود.